# Narón
Narón település Spanyolországban, A Coruña tartományban. Narón Neda, San Sadurniño, Valdoviño és Ferrol községekkel határos. Lakosainak száma 39 285 fő (2024).

## Népesség
A település népessége az utóbbi években az alábbiak szerint változott:
| Lakosok száma | 29 466 | 34 404 | 35 664 | 37 712 | 38 910 | 39 574 | 39 426 | 39 080 | 38 913 | 39 285 |
|               | 2001   | 2004   | 2006   | 2009   | 2011   | 2014   | 2016   | 2019   | 2021   | 2024   |